# Guillaume Guillon Lethière
Guillaume Guillon Lethière (Sainte-Anne, 10 gennaio 1760 – Parigi, 22 aprile 1832) è stato un pittore francese.

## Biografia
Figlio naturale di Marie-Françoise, donna di colore della Guadalupa, già schiava affrancata, e di Pierre Guillon, procuratore del re, che lo riconobbe solo nel 1799, Guillaume mostrò sin da piccolo una chiara predisposizione per la pittura. Ciò indusse il padre a condurlo con sé nel 1774 in Francia, all'età di 14 anni.
Sistemato all'inizio presso Jean-Baptiste Descamps, professore alla Scuola di Belle arti di Rouen, sotto il nome di  Letiers (che in seguito egli cambiò in Lethiers e quindi definitivamente in Lethière), il giovane mulatto fece in soli tre anni degli eccezionali progressi. Si trasferì quindi a Parigi ed entrò a 17 anni nello studio di Gabriel-François Doyen, pittore del re e professore alla "Scuola reale di pittura e scultura", presso il quale rimase sino al 1786.

Proprio nel 1786 giunse al secondo posto nel Prix de Rome con il quadro "La cananea ai piedi di Gesù". Riprovò due anni dopo e, pur non vincendo, ricevette un sussidio per andare a Roma a perfezionare il suo stile. Partì così per l'Italia. 
Le sue idee sulla pittura erano influenzate dall'aver visto tanti eminenti artisti sforzarsi per riportare la pittura stessa allo studio dell'antichità; pertanto decise di seguire anch'egli questa impostazione. A Roma i suoi successi furono notevoli ed i suoi studi suscitarono un vivo apprezzamento anche in patria.
Tornato a Parigi nel 1791, consolidò la sua fama con grandi opere e aprì uno studio in concorrenza con Jacques-Louis David, dal quale uscirono molti ottimi allievi, fra cui Isidore Pils.

La competizione con David fu aspra: nello studio di Lethière gli allievi vennero additati come rivoluzionari dell'arte e repubblicani, mentre in quello di David si diceva che essi enfatizzavano il classicismo del maestro. Ad un certo punto, anche a causa di una rissa con degli ufficiali, le cose non si misero bene per Lethière, che si vide chiudere l'atelier per ordine del governo e bandire da Parigi. Ma è con l'appoggio costante dell'amico Lucien Bonaparte che il suo talento venne di nuovo ufficialmente riconosciuto, e nel 1811 egli fu nominato Direttore dell'Accademia di Francia a Roma. E quando il suo mandato ebbe termine gli fu rinnovato, sicché Lethière restò a dirigere l'Accademia di Villa Medici per altri dieci anni.
Nel 1818, mentre era ancora a Roma, fu nominato membro dell'Accademia di Belle arti di Parigi. Il re dapprima si oppose a questa nomina, probabilmente per le simpatie repubblicane di Lethière, ma in seguito finì per approvarla.

Rientrato dunque in Francia, Lethière, nel 1818, ricevette la "Legion d'Onore" e l'anno seguente divenne professore alla Scuola di Belle arti di Parigi. Dipinse in quel periodo il quadro "Brutus", commissionatogli dal Bonaparte, che venne esposto al Louvre nel 1819.

Si recò per quattro volte in Italia, in Inghilterra e in Spagna. Visitò quest'ultimo Paese assieme a Lucien Bonaparte, con cui da tempo condivideva gli ideali repubblicani, per aiutarlo a collezionare opere d'arte di carattere storico.
Guillaume Lethière si spense a Parigi nel 1832, a 72 anni.

### L'artista
Guillaume Lethière fu il primo uomo di colore ad imporsi nel mondo della pittura europea.

Egli si espresse in un'ampia gamma di soggetti e di generi, pur restando fondamentalmente un artista neoclassico: trattò la pittura storica e il paesaggio con mano autorevole e dipinse anche l'architettura con grande abilità. I suoi personaggi hanno movimento e dinamismo, ma a volte egli esagerò nei sentimenti, sia per la violenza, sia per una ricercata ingenuità. Il suo tratto è perfetto, pur non avendo molto carattere, ma i suoi colori appaiono spesso un po' spenti. Suo è il quadro "Il giuramento degli antenati", nel quale ritrasse Alexandre Pétion e Jean-Jacques Dessalines, e che firmò "Lethière, nato in Guadalupa". Offrì poi l'opera alla neonata Repubblica di Haiti.

## Opere

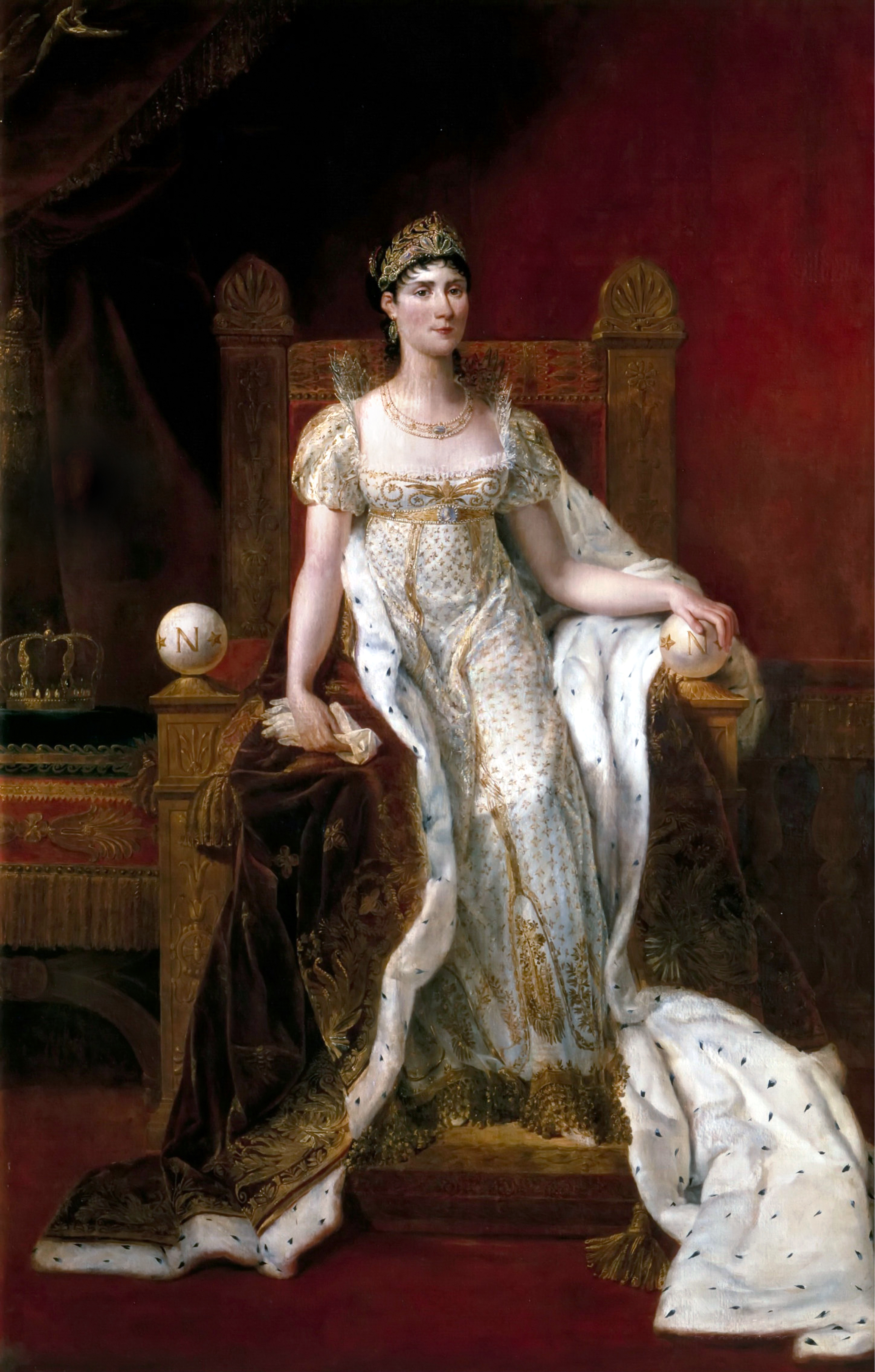
L'Imperatrice Giuseppina

### Disegni
- "Figura accademica d'uomo, visto da destra, seduto e con la gamba sinistra ripiegata", Museo del Louvre, dipartimento di Arti grafiche, Parigi.
- "Studio di un fascio di armi",  Louvre, dipartimento di Arti grafiche, Parigi.
- "Studio d'insieme per il quadro La Morte di Virginia", Louvre, dipartimento di Arti grafiche,  Parigi.
- "Studio di nudo maschile, con un pugnale in mano, per il quadro La Morte di Virginia", Louvre, dipartimento di Arti grafiche,  Parigi.
- "Studio del gruppo di Virginia, per il quadro La Morte di Virginia", Louvre, dipartimento di Arti grafiche,  Parigi.
- "L'esecuzione dei figli di Bruto", Louvre, dipartimento di Arti grafiche,  Parigi.
- "Gruppo di personaggi attorno ad un uccello su un trespolo", Louvre, dipartimento di Arti grafiche,  Parigi.
- "Paesaggio con rocce e alberi", Louvre, dipartimento di Arti grafiche,  Parigi.

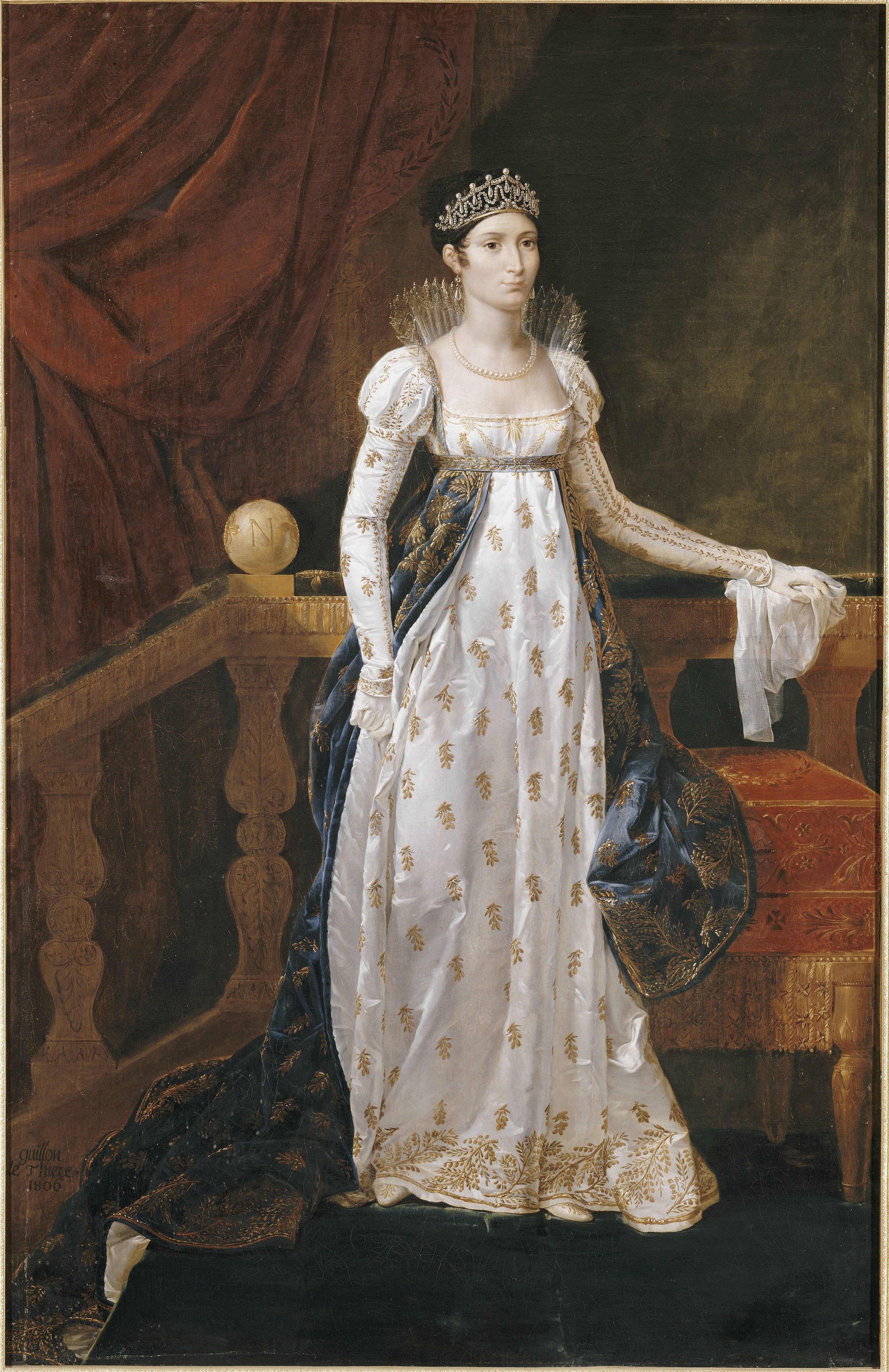
Elisa Bonaparte

### Dipinti
- "Archimede".
- "Bruto condanna i suoi figli a morte",  Louvre, dipartimento di Pittura, Parigi, 1801.
- "La deposizione dalla Croce",  Museo di Belle arti, Digione.
- "Esculapio allattato da una capra".
- "Enea e Didone sorpresi da un temporale", paesaggio storico.
- "Fondazione del Collegio reale di Francia da parte di Francesco I", 1824.
- "Erminia con i pastori".
- "L'eroica fermezza di San Luigi a Damiette nel 1250", Museo nazionale del castello e del Trianon, Versailles.
- "Omero canta i suoi poemi"
- "Joséphine de Beauharnais, imperatrice dei Francesi (1763-1814)", Museo nazionale del castello e del Trianon, Versailles.
- "La disfatta di Massenzio da parte di Costantino".
- "La Maddelena ai piedi di Gesù", per la chiesa di Saint-Roch a Parigi.
- "La Messa nelle Catacombe".
- "La Morte di Cesare".
- "La Morte di Virginia", Museo di Belle arti, Lilla.
- "La Morte di Virginia", Louvre, dipartimento di Pittura.
- "La Morte di Adone".
- "La Patria in pericolo", Museo della Rivoluzione francese, Vizille.
- "L'apparizione di Cristo a Maria Maddelena", chiesa di Saint-Roch, Parigi,  1805.
- "La vittoria e il genio delle arti", Louvre, dipartimento di Pittura.
- "La partenza di Adone".
- "Il giudizio di Paride".
- "Il passaggio del ponte di Vienne", 1830.
- "Il giuramento degli Antenati".
- "Maria Elisa Bonaparte, granduchessa di Toscana (1777-1820)", Museo del castello e dei Trianon, Versailles.
- "Filottete nell'isola deserta di Lemno, s'inerpica sulle rocce per impadronirsi di un uccello che ha ucciso", Louvre, dipartimento di Pittura.
- "Filottete s'inerpica sulle rocce di Lemno".
- "Morte di Catone di Utica".
- "Forbas distacca Edipo bambino".
- "Preliminari per la pace firmata a Leoben, aprile 1797",  Museo del castello e dei Trianon, Versailles.
- "Romolo e Remo allattati da una lupa".
- "L'imperatrice Giuseppina".
- "San Luigi visita gli appestati nella piana di Cartagine",  Museo di Belle arti, Bordeaux.
- "Sant'Elena scopre la vera Croce".
- "Sorpresa del ponte sul Danubio, novembre 1805",  Museo del castello e dei Trianon, Versailles.
- "Il Trattato di Leoben, aprile 1797",  Museo del castello e dei Trianon, Versailles.
- "Venere sulle onde", 1819.
- "Virginio pugnala sua figlia".
- "Vista di Villa Medici", palazzo dell'Académie de France à Rome, 1817.

## Allievi
Elenco parziale
- Horace Lecoq de Boisbaudran (1802-1897)
- Ignace-François Bonhommé (1828)
- François Bouchot (1800-1842), Prix de Rome nel 1823
- Louis Boulanger (1806-1867)
- Eugène Devéria (1805 - 1865)
- Louis Joseph César Ducornet (1806 - 1856)
- François-Xavier Dupré (1803-1871), secondo Prix de Rome nel 1826. Grand prix de Rome nel 1827[7][8]
- Jean-Baptiste Gibert (1803-1889), Prix de Rome di paesaggio storico nel 1829
- Hortense Haudebourt-Lescot (1784-1845)[9]
- Paul Jourdy (1805-1856), Prix de Rome nel 1834
- Isidore Pils (1815-1875)
- Théodore Rousseau (1812-1867)[10]

## Decorazioni e riconoscimenti
- 1814 : Ordine de la Réunion, conferitogli dal Generale François de Miollis, governatore generale a Roma.
- 1818 : Eletto membro dell'Institut de France.
- 1818 : Nominato Cavaliere della Légion d'honneur.

## Galleria d'immagini

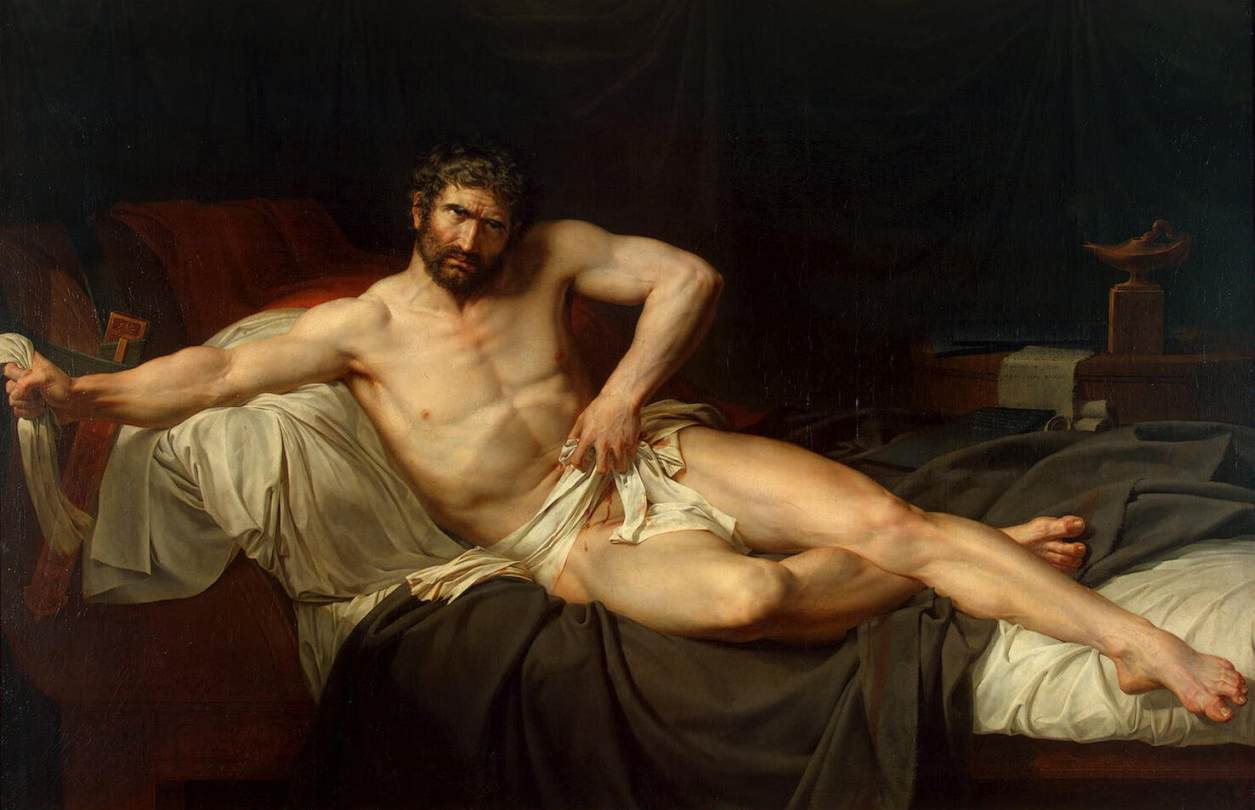
Morte di Catone di Utica
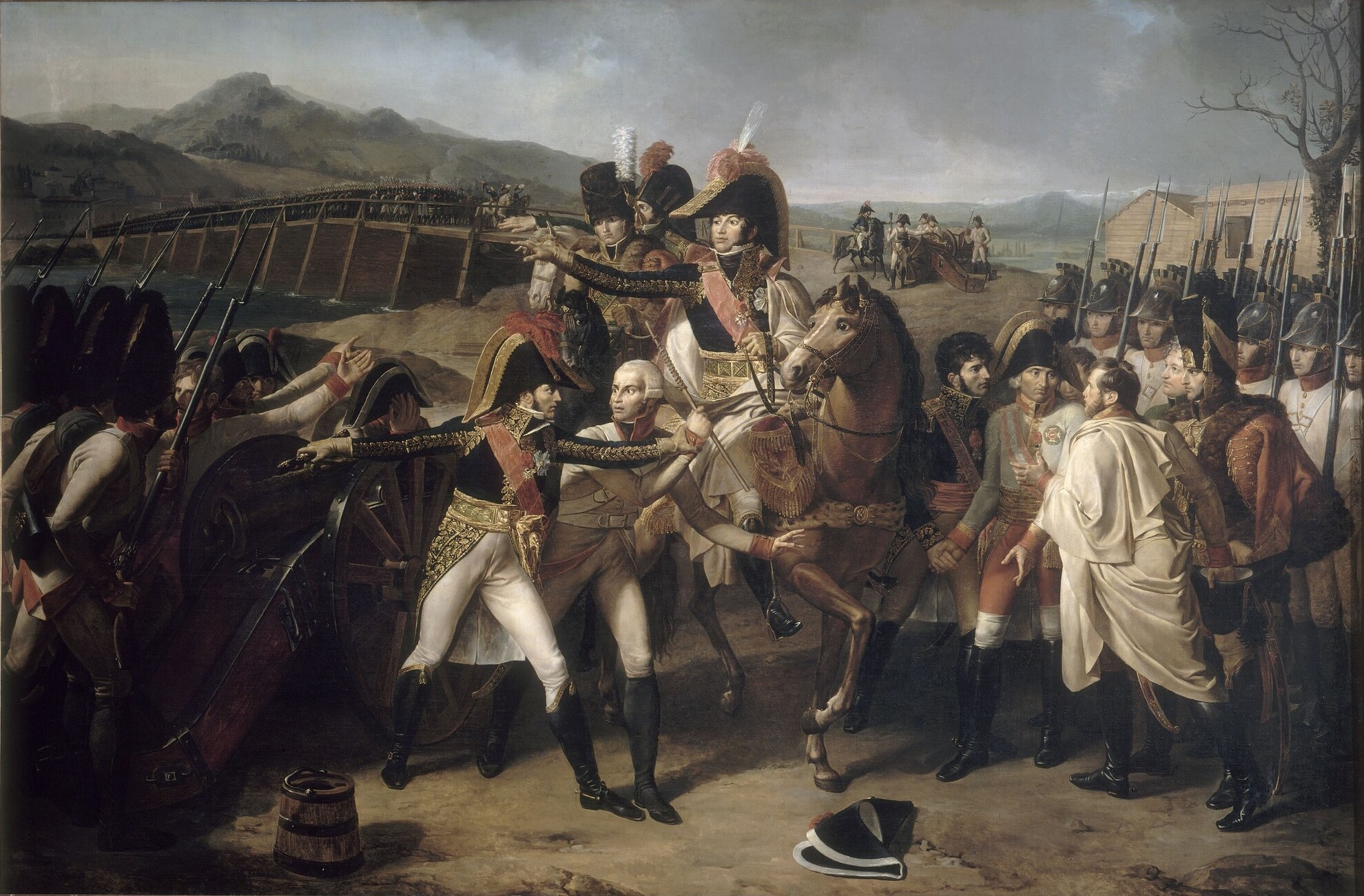
La sorpresa del ponte sul Danubio
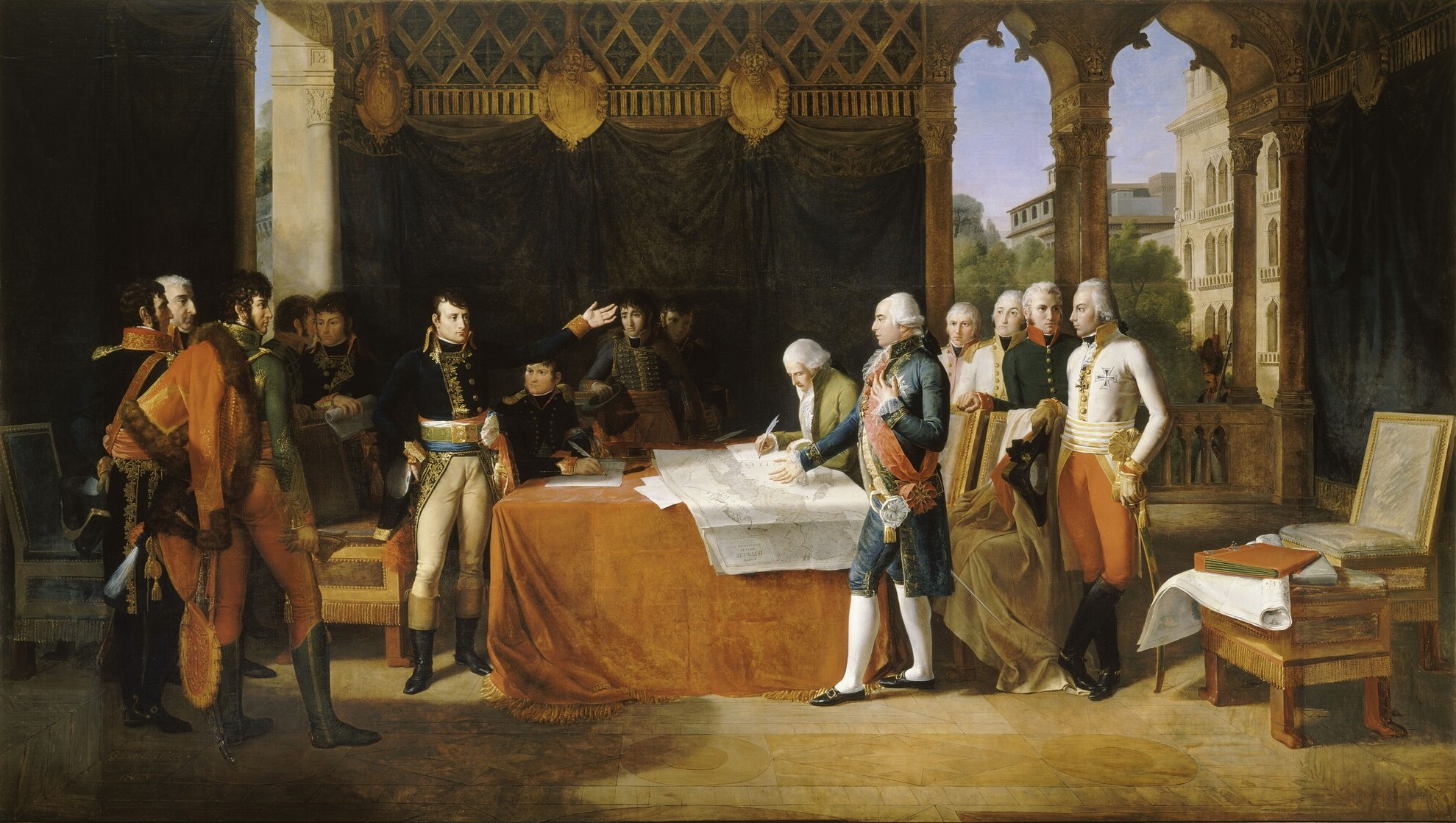
Il trattato di Leoben, 1797

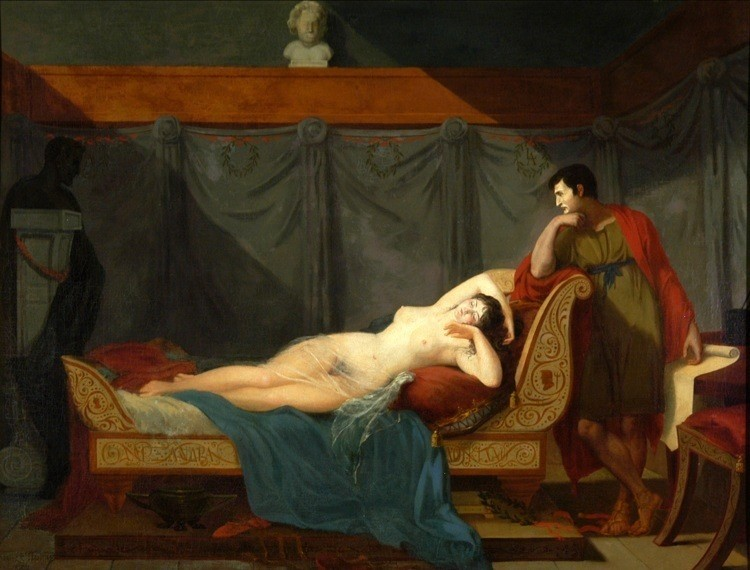
Il sonno di Venere